# Pascal Morvillers
Pascal Morvillers, né le 24 février 1956 à Moreuil, est un cavalier français de concours complet.
Il est sacré champion de France de concours complet en 1983 et en 1984. 
Il est vice-champion d'Europe de concours complet par équipes en 1985, vice-champion du monde de concours complet par équipes en 1986, et médaillé de bronze européen par équipes en 1983 et en 1987,.
Il dispute les Jeux olympiques d'été de 1984 à Los Angeles, terminant quatrième du concours par équipe et cinquième du concours individuel, et les Jeux olympiques d'été de 1988 à Séoul, terminant sixième du concours par équipe et vingt-neuvième du concours individuel.